# Napalm Death
A Napalm Death egy angol grindcore-együttes, mely Birminghamben alakult 1981-ben. A stílus egyik megalapítói, és egyben legnépszerűbb képviselői. Kezdetben anarchista punk együttesként indultak, majd a hardcore punk, a crust punk, és a death metal ötvözetével alkották meg sajátos zenei világukat. Stílusuk fő jellemzői az agresszív hangszerkezelés, a rövid dalok, a gyors tempók és a mély hörgés. You Suffer című szerzeményük bekerült a Guinness rekordok könyvébe, a maga 1,316 másodperces hosszával a világ legrövidebb dala. A Nielsen SoundScan szerint a Napalm Death a hetedik legtöbb lemezt eladott death metal együttes az Egyesült Államokban.

## Diszkográfia

### Nagylemezek
- Scum (1987)
- From Enslavement to Obliteration (1988)
- Harmony Corruption (1990)
- Utopia Banished (1992)
- Fear, Emptiness, Despair (1994)
- Diatribes (1996)
- Inside the Torn Apart (1997)
- Words from the Exit Wound (1998)
- Enemy of the Music Business (2000)
- Order of the Leech (2002)
- Leaders Not Followers, Pt. 2 (2004)
- The Code Is Red...Long Live the Code (2005)
- Smear Campaign (2006)
- Time Waits for No Slave (2009)
- Utilitarian (2012)
- Apex Predator – Easy Meat (2015)[2]
- Throes of Joy in the Jaws of Defeatism (2020)

### Koncertlemezek
- Live Corruption (1992)
- Bootlegged in Japan (1998)
- The Complete Radio One Sessions (2000)
- Punishment in Capitals (2002)
- Live in Japan – Grind Kaijyu Attack! (2009)
- Live at Rock City (2010)

### Válogatásalbumok
- Death by Manipulation (1991)
- Noise for Music's Sake (2003)

### Videoalbumok
- Live Corruption (1990)
- The DVD (2001)
- Punishment in Capitals (2002)

### EP-k
- The Peel Session (1988)
- The Curse (1988)
- Double Peel Session (1989)
- Napalm Death/S.O.B. split 7" (1989)
- Mentally Murdered (1989)
- Suffer the Children (1990)
- Mass Appeal Madness (1991)
- The World Keeps Turning (1992)
- Nazi Punks Fuck Off (1993)
- Greed Killing (1995)
- In Tongues We Speak (1997)
- Breed to Breathe (1997)
- Leaders Not Followers (1999)
- Tsunami Benefit (2005)
- Legacy Was Yesterday (2011)
- Converge / Napalm Death (2012)
- Napalm Death / Insect Warfare (2013)
- Our Pain Is Their Power (2014)

### Kislemezek
- You Suffer (1989)
- Mentally Murdered (1989)
- Suffer the Children (1990)
- More than Meets the Eye (1994)
- Plague Rages (1994)
- Hung (1994)
- Greed Killing (1995)
- Analysis Paralysis (2012)
- Utilitarian (2013)
- To Go Off and Things (2014)

### Demók
- Halloween (1982)
- Kak (1983)
- Unpopular Yawns of Middle Class Warfare (1983)
- Hatred Surge (1985)
- From Enslavement to Obliteration (1986)
- Scum (1986)[3]

## Tagok

### Jelenlegi tagok
- Barney Greenway – ének (1989–1996, 1997–napjainkig)
- Shane Embury – basszusgitár (1987–napjainkig)
- Danny Herrera – dob (1991–napjainkig)

### Korábbi tagok
| Ének - Nicholas Bullen(1981–1986) - Marian Williams (1984) - Lee Dorrian (1987–1989) - Phil Vane (1996–1997) Basszusgitár - Nicholas Bullen (1981, 1985–1986) - Grayhard (Graham "Robbo" Robertson) (1982) - Fin (Finbar Quinn) (1983–1984) - P-Nut (Peter Shaw) (1985) - James (Jim) Whiteley (1986–1987) | Gitár - Si O (Simon Oppenheimer) (1981–1982) - Daz F (Daryl "Sid" Fedeski) (1982) - Grayhard (Graham "Robbo" Robertson) (1983–1985) - Damien Errington (1985) - Justin Broadrick (1985–1986) - Frank Healy (1987) - Bill Steer (1987–1989) - Jesse Pintado (1989–2004) - Mitch Harris – gitár, háttérének (1990–2014) Dobok - Miles Ratledge(1981–1985) - Mick Harris (1985–1991) |